# Scalabis tagalica
Scalabis tagalica är en insektsart som beskrevs av Stsl 1870. Scalabis tagalica ingår i släktet Scalabis och familjen sköldstritar. Inga underarter finns listade i Catalogue of Life.